# جون إيوينغ (سياسي)
جون إيوينغ (بالإنجليزية: John Ewing)‏ هو قاضي وسياسي أمريكي، ولد في 19 مايو 1789 في كورك في جمهورية أيرلندا، وتوفي في 6 أبريل 1858 في فينسينس في الولايات المتحدة. حزبياً، نشط في حزب اليمين. وقد انتخب عضو مجلس النواب الأمريكي.